# یواس‌اس گایت (دی‌یی-۵۵۰)
یواس‌اس گایت (دی‌یی-۵۵۰) (به انگلیسی: USS Gyatt (DE-550)) یک کشتی بود که طول آن ۳۰۶ فوت (۹۳ متر) بود.